# Terra (personaje)
Terra es el nombre que usan tres superheroínas ficticias publicadas por DC Comics. La primera Terra, Tara Markov, es una antiheroína que finalmente se revela como una supervillana que trabaja como agente doble. Fue creada por Marv Wolfman y George Pérez, y debutó en New Teen Titans #26 (diciembre de 1982).
La segunda Terra, un doppelgänger de Tara Markov, debutó en New Titans #79 (septiembre de 1991) y fue creado por Marv Wolfman y Tom Grummett.
La tercera Terra, Atlee, debutó en Supergirl (vol. 5) #12 (enero de 2007) y fue creada por Jimmy Palmiotti, Justin Gray y Amanda Conner.

## Historial de publicaciones
El personaje fue creado con una vida finita prevista. El cocreador Pérez declaró que él y Marv Wolfman sabían, "desde el principio, que esta chica iba a ser una traidora y que íbamos a matar a este personaje".

Quería que fuera linda pero no hermosa. Parecía una niña. Le di una sobremordida sustancial, sus ojos estaban muy abiertos, su cuerpo era delgado, no era particularmente tetona. Quería que pareciera casi élfica, para que cuando la veas por primera vez con el maquillaje completo y vestida con un atuendo provocativo donde sepas que acaba de estar en la cama con Deathstroke, te toque un poco. "¡Vaya, Dios mío! ¡Esta niña es una zorra!"

Una nueva Terra apareció en Supergirl (vol. 5) #12 mientras se desarrollaba una serie limitada de Terra, escrita por Jimmy Palmiotti y Justin Gray, con ilustraciones de Amanda Conner. Gray comentó sobre la serie: "Terra como personaje nunca ha tenido un origen definitivo. Eso incluye Terra 1 y 2. Este mini abordará ese hecho de maneras sorprendentes y abrirá la puerta a un nuevo rincón de la DCU. Aparte de eso, el énfasis estará en el heroísmo, las verdaderas cosas del héroe azul". Palmiotti declaró más tarde: "Terra es un enigma por razones obvias. Todos los héroes de la DCU no saben quién es ella y por qué está haciendo lo que está haciendo, que es correr por el planeta salvando y ayudando a la gente. Hemos estado trabajando con Terra durante meses y meses tratando de encontrar y desarrollar lo que tiene de especial. Al final, fue un ángulo muy simple, convertir a Terra en un superhéroe con mucho énfasis en el heroísmo. Todo lo que hace es para ayudar a otras personas y en el servicio de la vida". La miniserie de 4 números se archivó temporalmente por varias razones, hasta su publicación quincenal entre noviembre y diciembre de 2008. La nueva Terra apareció previamente en Teen Titans vol. 3 # 52–54 como parte de "Los titanes del mañana... ¡hoy!" historia y en el primer número de la serie limitada Terror Titans. Después de esto, apareció brevemente en Teen Titans vol. 3 # 69 en el clímax de la historia de la campaña de reclutamiento, y se convirtió en un personaje secundario en la serie Power Girl en curso.

## Biografía

### Tara Markov
Tara Markov, media hermana de Geo-Force, Brion Markov, fue la hija ilegítima del Rey de Markovia. Mientras que en Markovia, estuvo bajo el cuidado de la doctora Helga Jace, fue sometida a experimentos, a través de los cuales, Terra ha obtenido los poderes de manipulación de la tierra. Después de obtener estos poderes, dejó Markovia y partió a los Estados Unidos. A diferencia de su heroico hermano, Geo-Force, Terra tenía raíces profundas en cuestiones psicológicas. Terra se convirtió en un mercenario, haciendo el trabajo sucio de otros, como el Terminator Deathstroke (con quien compartió un romance, a pesar de tener quince años de edad). Se incorporó a Los Jóvenes Titanes, engañándolos a ellos al organizar una batalla frente a Deathstroke. A continuación, funciona como un espía para Deathstroke, con la intención de darle la información que necesita para secuestrar a los Titanes. Finalmente, los capturados Titanes fueron llevados por Deathstroke ante H.I.V.E. (La colmena). Nightwing y el hijo de Deathstroke, Joseph William Wilson, alias Jericho, irrumpieron en el complejo para rescatarlos, pero fueron capturados. Cuando se presentó Deathstroke, Jericó poseyó a su padre y liberó a los Titanes, que luego atacaron el nido (Colmena). No sabiendo de los poderes de Jericó, Terra consideró  que Deathstroke la había traicionado. En represalia, enloqueció  y tiró todo el complejo de la Colmena, mientras trataba de destruir a Deathstroke., sin embargo fue ella la que murió aplastada. A pesar de su traición, una estatua de ella se colocó en la Torre Memorial Titans. Su traición nunca fue hecho pública y a su hermano simplemente se le dijo que había muerto en la batalla. Terra fue creada por Marv Wolfman y George Pérez, y debutó en New Teen Titans vol. 1 #26 (diciembre de 1982).

### Tara Markov Doppelgänger
Reapareció en 1991 como parte del equipo de Titans. A diferencia de la original, esta era una impostora y atrajo a Changeling, quien sigue retenido sentimientos de la Terra original. Esta nueva Terra tiene un origen falsificado, el de un joven que había sido expuesto a un virus de ADN destinado a transformar genéticamente a los individuos. Más tarde tuvo una relación romántica con Changeling. Después de los sucesos de Hora Cero, se insinuó que Terra había sido contratada por Time Trapper, para que se uniera al Equipo Titans, con el fin de oponerse un día al líder del grupo , el villano Monarca. Posteriormnete Terra visita a Geo-Force y se somete a pruebas genéticas para determinar su identidad. Cuando ella expresa su temor de que ella es la original Terra, Geo-Force informa que ella no es su hermana. Más tarde, en circunstancias que aún no se han explicado, Terra también se convierte en afiliada de los Outsiders.. (Día del Juicio # 3-4). Terra es una de las muchas Titans que responden a la citación de Conner Kent para ayudar a derrotar a Superboy-Prime en Crisis Infinita en # 4, en colaboración con el arenero, golpea a Prime con una masa de la Tierra en un intento de detenerlo. En la serie 52, Terra es un miembro del grupo de los Teen Titans que es liderado por Chico Bestia, que lucha contra Black Adam durante la historia de la III Guerra Mundial. En su segundo encuentro con el enloquecido Adam, este, en un ataque de ira, atraviesa el pecho de Terra, arrancándole el corazón causándole una muerte instantánea. En lugar de perseguir a Black Adam, los Titans optan por quedarse a enterrar a su compañera caída. Terra debutó en New Titans #79, (septiembre de 1991) y fue creada por Marv Wolfman y Tom Grummett.

### Atlee Gumbitt
Una nueva Terra aparece en Supergirl #12. Ella ayuda a Supergirl en la lucha contra una criatura de una civilización que habita bajo la superficie de la Tierra. Juntas derrotan al monstruo al derrumbarse el terreno donde se encontraban. Se ha puesto de manifiesto que Terra III es un miembro de una raza exótica llamada Stratans que vive por debajo de la superficie de la Tierra en una gran cueva subterránea llamada "estratos", y posee una rara mutación concedida por un único mineral llamado "Quixium" que otorga los poderes que ejercen. La infusión del ADN humano y el ADN Stratan provoca inesperados efectos secundarios tales como causantes de la locura en Tara Markov y graves daños en el cerebro en el Stratan, que pretendió ser Tara Markov (Terra II). El verdadero nombre de la nueva Terra es Atlee. Terra III apareció por primera vez en Supergirl #12, (enero de 2007) y fue creada por Jimmy Palmiotti, Justin Gray y Amanda Conner.

#### Los Nuevos 52
Atlee debuta en la nueva continuidad ayudando a Starfire en la historieta Starfire Vol. 1 #3

#### DC Renacimiento
Atlee Gumbutt reapareció en las páginas de Harley Quinn Vol.5 #14, trabajando con Harley para detener un ser llamado Strata.

### Acontecimientos más recientes

#### Armageddon 2001
Waverider al observar las posibles líneas temporales de Nightwing, ve un posible futuro en el cual el mundo estaba dominado por el hijo de Troia, y Nightwing lideraba un nuevo grupo de titanes (en el cual se encontraba Terra) para liberar el mundo de su control. Al final de ese número ese grupo de titanes es enviado al presente para eliminar a Troia antes de que su hijo nazca.

#### Hora Cero
Durante la Crisis Temporal, el villano Extant (antes conocido como Monarca) creó otra línea temporal de la cual extrajo algunos Titanes (entre los que se encontraba Terra) para que combatieran a los héroes bajo sus órdenes. Una vez corregidas las líneas temporales, desaparecieron casi todos estos Titanes excepto Terra y Espejismo.

#### 52
Terra es miembro del grupo de Jóvenes Titanes liderado por Chico Bestia, que luchan contra Adán Negro durante el arco argumental Guerra Mundial III. En su segundo encuentro con el enloquecido villano, Terra toma a Adán Negro fuera de guardia, aplastándolo entre dos rocas macizas. Aunque esta maniobra hirió a Adam, no lo dañó, y en un ataque de ira él atravesó el pecho, matándola al instante. Los Titanes no siguieron a Adán Negro y se quedaron atrás para enterrar a su compañera caída.

#### Saga Countdown
En Tierra-33, un mundo de magia, Terra es una hechicera de la tierra que parece ser una con el suelo.

#### La Noche más oscura
En el primer número de la noche más negra: los Titanes, el cadáver de Terra se reanima como una linterna Negra; sedujo a Beast Boy utilizando un reparto ilusión por Lilith ocultó su deteriorada apariencia. Durante la batalla de los Titanes Linterna Negra, que se vieron desbordados. Hawk (Holly Granger) hunde la mano en el pecho de Dawn. Dawn pronto irradia una energía blanca que destruye por completo el cuerpo de Holly y el anillo. Dawn entonces enciende la luz de los Faroles otros Negro, destruyendo todo, pero Hank Hall, Tempest, y Terra, que rápidamente retreat. Terra luego viaja a la base de afuera, para ver a su hermano. Afirma que se han liberado de cualquier control de la fuerza era como una linterna Negro, y pide Geo-Force y los otros foráneos para matarla. Sin embargo, más tarde se reveló que una estratagema, una forma de conseguir Geo-Fuerza para mostrar las emociones más fuertes posibles. Después de una mayoría de un solo lado de batalla, el cuerpo de Terra está convertido en piedra por Geo-Fuerza, y el anillo es destruido por Halo.

#### Los Nuevos 52/DC Renacimiento
Tara Markov reapareció como miembro de los Ravagers.

## Apariciones en otros medios

### Televisión
- En la serie animada Los Jóvenes Titanes, Terra es la sexta Joven Titán en integrar el grupo, aparecido mayormente en la segunda temporada de la serie. En uno de los episodios, los Titanes la ven escapando de un escorpión gigante e intentan ayudarla. Sin embargo, ella se defiende sola mediante su increíble poder para manejar la tierra. Los Jóvenes Titanes, sorprendidos, la acogen y desean reclutarla en su equipo, haciendo una prueba de sus poderes. Al principio, ella no puede controlar muy bien sus poderes y le dice a Chico Bestia que no se lo cuente a nadie. Chico Bestia cumple con su promesa; sin embargo, Robin ya se había dado cuenta del poco control que tenía Terra y esta huye ofendida y creyendo que Chico Bestia la había delatado. Posteriormente, Slade (quien era el único que sabía de su pasado y de las catástrofes que ocasionaba siempre que intentaba ayudar) le ofrece ser su aprendiz a cambio de enseñarle a usar sus poderes. Como su aprendiz más adelante le pide a ayudarlo a destruir a los Titanes. Así es como Terra vuelve con los Titanes y, tras alguna enemistad con Raven y un romance con Chico Bestia, ayuda a Slade a descubrir todas las debilidades de los Titanes. Aunque le rompió el corazón a Chico Bestia, en el fondo él confía en ella. Robin comprende su situación, pero no puede hacer otra cosa más que defender su grupo en pos de no perder otro miembro o que la pérdida de Terra los afecte. Tanto Cyborg como Starfire la extrañan como amiga y compañera pues era una más de ellos. Los Titanes la descubren e intentan hacerla entrar en razón, diciéndolo que Slade solo quiere utilizarla y que ellos son sus amigos. Luego de varios intentos, Terra logra liberarse de Slade, quien la controlaba psicológica y neuronalmente, gracias a las palabras de Chico Bestia. Terra arremete contra Slade utilizando sus poderes y aparentemente lo mata (más adelante se ve que lo había conseguido), pero vuelve a perder el control y provoca una erupción volcánica que solo ella es capaz de parar. Terra se queda para detenerlo y, pese a lograrlo, queda petrificada. Los Jóvenes Titanes, ya reconciliados con su amiga, prometen buscar la manera de revertir el efecto. En el episodio final de la quinta temporada de Los Jóvenes Titanes, llamado "Things Change", se vuelve a ver a Terra viva pero sin que los Titanes ni Slade tuvieran nada que ver aparentemente (se cree que en el último episodio de la penúltima temporada, "El fin", cuando el mundo estaba petrificado y Raven volvió la Tierra a la normalidad, despetrificó a Terra sin querer; sin embargo, esto no está confirmado). Terra parece no recordar nada de su pasado. Al final del episodio Chico Bestia debe dejar a Terra para atender sus deberes de héroe. Esto es un cruce con la historia original del cómic dejando la resolución con final abierto al público, ya que en el cómic Terra murió y luego apareció un clon de ella con sus poderes con el que Beast Boy (Chico Bestia) no quiere relacionarse (lo que la clon le reprocha). El por qué de esto es por la división de público: unos quieren el desenlace de la pareja Terra-Chico Bestia, y otros prefieren una relación entre ella y Chico Bestia (lo que se está dando en los últimos cómics editados, sin embargo dicha relación se habla en "pasado" pues solo se menciona su relación antes de los hechos de la traición de Terra al grupo no después de los eventos del capítulo "Things Change".
- En la serie spin-off de Teen Titans, Teen Titans Go!, Terra aparece en el episodio "Terra-ized", pero en esta versión es diferente a la Terra de la serie anterior. Ella finge ser la novia de Chico Bestia pero lo utiliza para sacar en un USB toda la información de los Titanes, por lo cual Raven desconfiaba de ella, pero todos pensaban que Raven estaba celosa (lo cual era cierto, como se demuestra al final del episodio, pero Raven no quería reconocerlo). Más tarde Terra noquea con una piedra a Chico Bestia y ata a los Titanes en la azotea de la torre, pero en ese momento Chico Bestia reaparece y le pregunta si le puede demostrar si ella lo ama, por lo cual aprovechándose de esto, Terra trata de asesinar a Chico Bestia con una roca gigante arrancada de la superficie de la torre. Sin embargo, Raven se libera de sus ataduras, destruye a Terra y la reta a una batalla cual Raven termina ganando enviando a Terra a otra dimensión junto a una parte de la torre que ella arrancó, sin embargo Chico Bestia se quejó porque pensó que Terra le iba a demostrar que si lo amaba. Más tarde, reaparece en el especial de San Valentín, "Be Mine", donde regresa con el motivo de vengarse de los Titanes, lo cual estaba a punto de cumplir pero Chico Bestia le dedica una canción romántica lo que hace que Terra se enamore de él, pero Raven se torna celosa y la vuelve a enviar a la otra dimensión.
- Terra aparece en Young Justice, con la voz de Tara Strong. Ella fue una de los muchos adolescentes que fueron capturados por una red de tráfico de metahumanos y experimentaron para activar sus poderes. A diferencia de sus otras encarnaciones, ella es la princesa de Markovia y tiene hermanos gemelos fraternos mayores, el príncipe Brion/Geo-Force y el príncipe heredero Gregor, que se convirtió en rey después de que sus padres, el rey Viktor Markov y la reina Ilona DeLamb, fueran asesinados. Durante el tiempo que estuvo desaparecida, se convirtió en miembro de la Liga de Sombras bajo Deathstroke y realizó un trabajo de asesinato para ellos hasta que los Forasteros titulares se convirtieron en una amenaza potencial para Deathstroke y sus aliados. En "True Heroes", Terra se deja "rescatar" por los Forasteros para infiltrarse en ellos en secreto y conocer sus debilidades por su maestro Deathstroke; sin embargo, más tarde realmente se une a ellos en el final de la tercera temporada.

### Películas
- Terra aparece en la mitad de los créditos de la película animada Justice League vs. Teen Titans.
- Terra aparece en Teen Titans: The Judas Contract, con la voz de Christina Ricci.[11] En esta versión, sus orígenes comenzaron cuando era niña poco después de que surgieran sus poderes. Al verla como una bruja, todo el pueblo se volvió contra ella debido a sus poderes, y habría sido asesinada si no hubiera sido por la intervención de Deathstroke. Ella se hace pasar por el nuevo miembro de los Titanes mientras trabaja en secreto como agente doble para Slade (quien, al igual que en los cómics de DC, también tiene sentimientos románticos). Actúa fría y distante con los Titanes a pesar de su actitud de bienvenida, pero con el tiempo se acerca a ellos e incluso besa a Chico Bestia. El día después de su fiesta de aniversario de un año con los Titanes, ella y Slade los capturan a todos (menos Nightwing) y se los llevan a Hermano Sangre. Sin embargo, debido a la ausencia de Nightwing, Slade entrega a Terra para ocupar su lugar en la máquina que Hermano Sangre usa para absorber los poderes de los Titanes. Cuando Nightwing la salva y se despierta, se enfurece porque Slade la había jugado todo el tiempo y (aparentemente) lo mata. Demasiado avergonzada de enfrentarse a sus antiguos amigos/aliados después de traicionarlos, decide derribar toda la fortaleza sobre sí misma. Chico Bestia la desentierra y ella muere en sus brazos.
- Tanto en Teen Titans como en Teen Titans Go!, las versiones de Terra tienen cameos que no hablan en Teen Titans Go! vs. Teen Titans.

### Videojuegos
- Terra es un personaje jugable desbloqueable en Teen Titans, nuevamente con la voz de Ashley Johnson. Se desbloquea para el modo multijugador "Master of Games" después de que el jugador completa el nivel "Dock Duel".
- Terra es un personaje jugable a través de contenido descargable en Lego Batman 3: Beyond Gotham en Heroines and Villainesses Pack, junto con Batwoman, Killer Frost, Mera, Power Girl, Plastique, Spoiler, Raven, Starfire y Vixen. En el juego, sus propias habilidades únicas basadas en la Tierra le permiten volar sobre una tabla de roca (un rasgo que se usó en los cómics), disparar vigas de roca, atravesar paredes de LEGO agrietadas, cavar y hundirse en estanques de pantano.
- La encarnación Teen Titans Go! de Terra también está presente en Lego Dimensions, con Ashley Johnson retomando su papel una vez más. El jugador la ayuda en una misión secundaria para recuperar una unidad flash en Titans Tower, pero lucha contra ella después de descubrir que la unidad flash contiene archivos secretos de los Titanes. Después de su derrota, es aplastada por la basura que cae del techo y se rinde.
- En Injustice 2, Tara Markov se menciona en el escenario del Multiverso "Tremor" en el que Deathstroke la usa para terraformar la Tierra provocando terremotos repentinos en todos los continentes que se representa en la batalla por el modificador activo "Terraformación" que provoca terremotos que aturden brevemente a los combatientes. en el suelo durante un partido.
- En el episodio de DC Universe Online, "Teen Titans: The Judas Contract", Terra es el jefe final de la incursión "Titans: HIVE Reborn". Tras la derrota, pierde el control de sus poderes y queda enterrada bajo una erupción volcánica.
- Terra aparece como un personaje jugable en Lego DC Super-Villains. Si bien no tiene líneas para hablar, sus efectos vocales fueron proporcionados por Laura Bailey.

## Curiosidades
- Petra de los X-Men es su contrapartida en el universo Marvel